# إقامة جبرية (مسلسل)
إقامة جبرية هو مسلسل دراما مصري من إخراج أحمد سمير فرج وبطولة هنا الزاهد، محمد الشرنوبي، صابرين ومحمود البزاوي، صدر المسلسل على منصة واتش إت في 8 يناير 2025.

## القصة
تدور أحداث المسلسل مجموعة من الأشخاص يجدون أنفسهم محتجزين في مكان واحد تحت ظروف غامضة. مع مرور الوقت، تبدأ الأسرار في التكشف وتتزايد التوترات بينهم، ما يؤدي إلي مواجهات خطيرة ومحاولات للهرب. يركز المسلسل علي الصراع النفسي بين الشخصيات والضغط الذي يتعرضون له خلال فترة احتجازهم، ويطرح تساؤلات حول الثقة والخيانة.

## الممثلون
- هنا الزاهد: سلمى
- محمد الشرنوبي: موسى
- صابرين: عايدة
- محمود البزاوي: عز
- ثراء جبيل: دينا
- عايدة رياض: فاطمة
- أحمد حاتم: ضيف شرف
- لطيفة أحمد
- حازم إيهاب: كريم
- جلا هشام: كنزي
- محمد دسوقي: مختار
- أحمد والي: عصام
- سعيد المغربي
- محمود إمام